# ГКБ-8355
ГКБ-8355 (СЗАП-8355) — советский и российский двухосный грузовой прицеп, предназначенный для перевозки грузов до 8 тонн. Выпускался на Ставропольском заводе автоприцепов с 1990 по 2001 год. Основной тягач — КамАЗ-5320 того же типоразмера, второстепенный — КамАЗ-43118.
Представляет собой прицеп, очень похожий на ГКБ-8350, но с кузовом, повышенным на несколько миллиметров, и запасным колесом.

## Технические характеристики
Прицеп ГКБ-8355 имеет ту же конструкцию, что и ГКБ-8350, но некоторые из них имеют односкатные колёса.
Рама прицепа сделана из стали, подвеска — рессорная. Грузовая платформа оснащена металлическими бортами. Кроме того, кузов прицепа может быть оборудован высокими стенами, задними дверями или тентом.
Вид тормозной системы — барабанная (Wabco 4S/3M).